# Arang
Arang è una suddivisione dell'India, classificata come nagar panchayat, di 16.593 abitanti, situata nel distretto di Raipur, nello stato federato del Chhattisgarh. In base al numero di abitanti la città rientra nella classe IV (da 10.000 a 19.999 persone).

## Geografia fisica
La città è situata a 21° 11' 60 N e 81° 58' 0 E e ha un'altitudine di 266 m s.l.m..

## Società

### Evoluzione demografica
Al censimento del 2001 la popolazione di Arang assommava a 16.593 persone, delle quali 8.398 maschi e 8.195 femmine. I bambini di età inferiore o uguale ai sei anni assommavano a 2.645, dei quali 1.352 maschi e 1.293 femmine. Infine, coloro che erano in grado di saper almeno leggere e scrivere erano 10.568, dei quali 6.360 maschi e 4.208 femmine.